# Пйотр Біконт

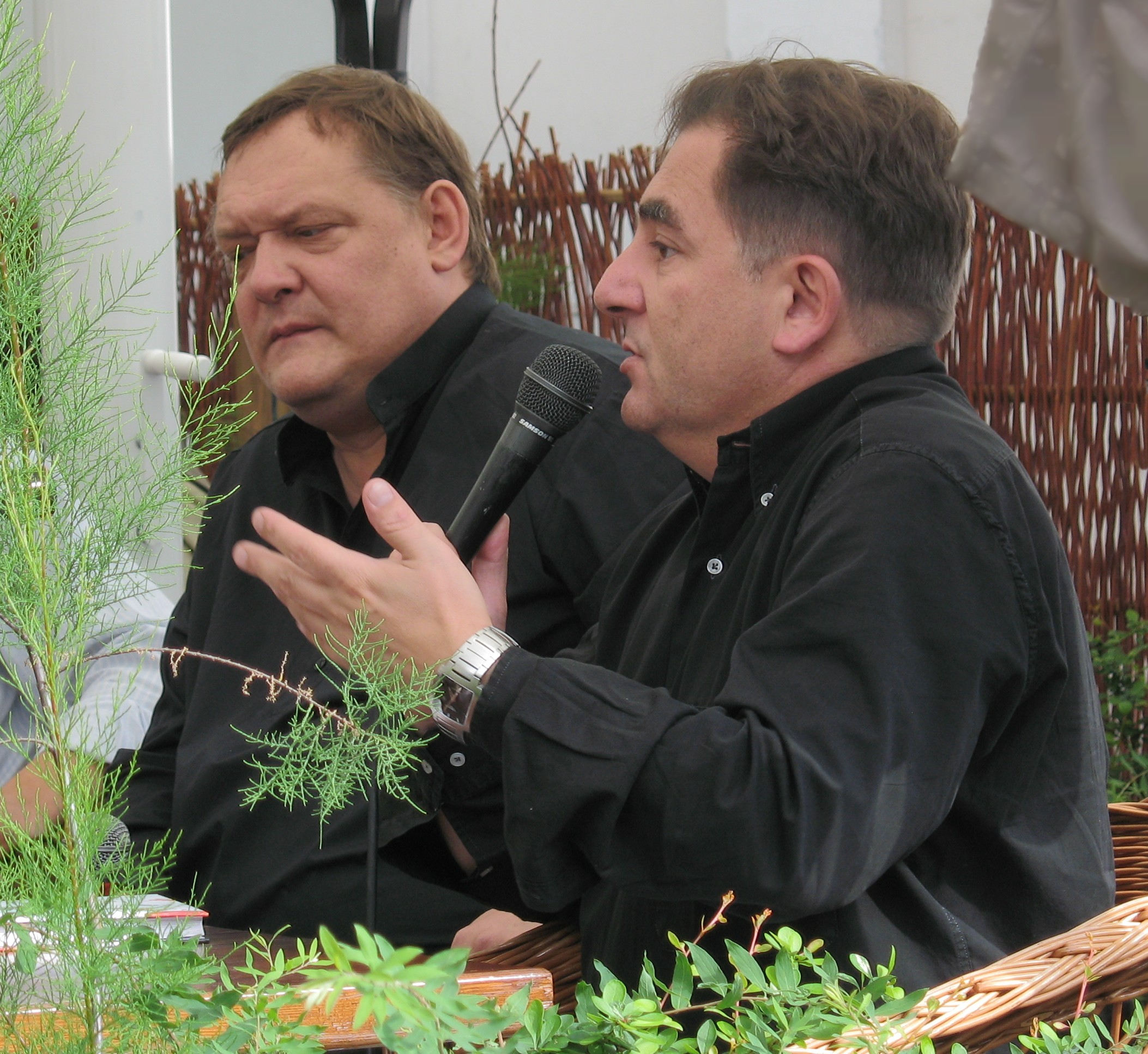
З Робертом Макловичем (2007)

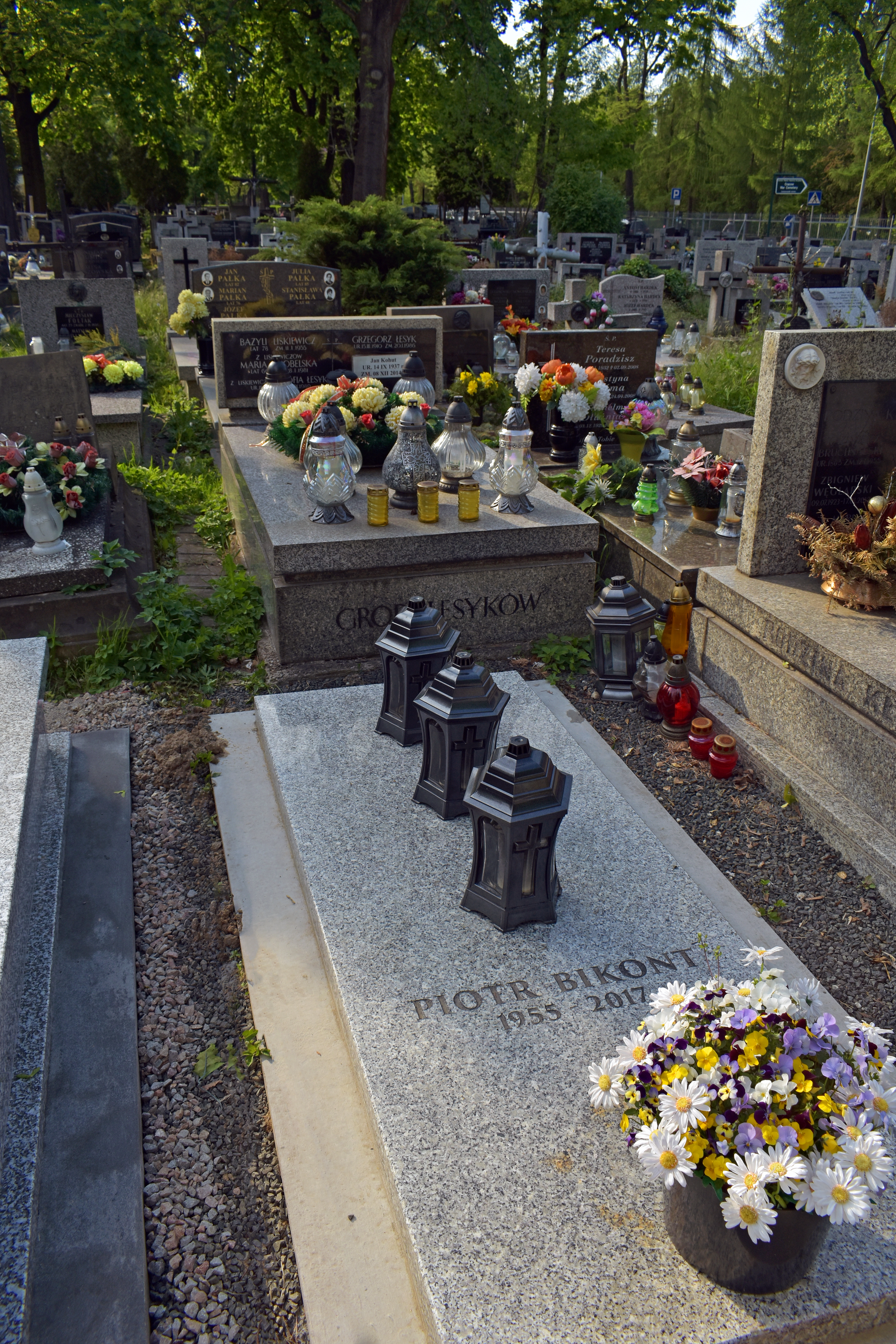
Краків, Раковицький цвинтар.
Могила Пйотра Біконта.

Пйотр Марек Біконт (пол. Piotr Marek Bikont, 12 травня 1955, Познань — 27 червня 2017 Сосновець) — польський кіно- і театральний режисер, журналіст, публіцист, кулінарний критик, музикант і перекладач, опозиційний активіст Народної Республіки Польща.

## Біографія

### ПНР
З 1977 року був співробітником КСС «КОР». Співпрацював з щоквартальником Puls, для якого перекладав, серед інших «Крик» Аллена Гінзберга. Будучи студентом Державної вищої школи кіно, телебачення та театру імені Леона Шіллера (ДВШКіТ) у Лодзі належав у вересні 1980 року до організаторів Незалежної студентської асоціації, у жовтні 1980 року став членом Національного засновницького комітету NZS. У 1980–1981 роках був співробітником лодзького журналу «Солідарність з Гданськом». З 13 грудня 1981 року по 12 жовтня 1982 року був інтернований у Ловіч та Квідзин відповідно. У 1982 році закінчив режисерський факультет ДВШКіТ. Далі був членом редакції «Tygodnik Mazowsze» (1982-1989). Наприкінці 80-х створив документальні фільми, присвячені польській опозиції: «Інший серпень» (1988) з Лешеком Дзюмовичем та Влодзімежем Плохарським, «Баллада про страйк» (1988) та «Історії круглого столу» (1989) з Лешеком Дзюмовичем.

### З 1989 року
З 1989 по 2001 рік був журналістом видання «Газета Виборча». У 1989 році разом з Анною Біконт видав книгу «Małe vademecum Peerelu». У 90-х також створив декілька документальних фільмів «Жнін — Париж — Венеція, тобто сцени з життя провінції» (1992-1993), «Влодзімеж Боровський» (1994), «Praffdata» (1995), «З Чечотом через небо і пекло» (1999), «Стіл без кутів» (1999). З 1992 року працював режисером театру; його постановки були поставлені, серед інших у Студійному театрі '83 Юліана Тувіма у Лодзі, Новому театрі в Лодзі, Театрі ляльок Арлекін, Силезькому театрі в Катовиці, Універсальний театр у Варшаві, Театр КТО у Кракові. Був президентом Театральної асоціації Бадув. Переклав поезію Аллена Гінсберга , п’єси та комікс Арта Шпігельмана «Маус» польською мовою. Виступав як музикант у групах «Вантажний поїзд» та «Вільне співробітництво». Разом з Робертом Макловичем створив дует кулінарних журналістів, що публікувались в тижневику «Wprost» (у 2002–2005 рр.), а потім у «Newsweek Polska» (з 2005 р.); а також засновник і з 2009 року співзасновник Вроцлавського кулінарного фестивалю «Європа на виделці»  . Разом з Макловічем видав книги: «Листи, запечатані соусом, тобто там, де найкраще годують в Польщі. Посібник» (2001), «Діалоги язика з піднебінням» (2003), «Стіл із не виламаними ногами» (2007) та поодинці: «Польща на виделці» (2005), «Польща. Кулінарний навігатор» (2007), «Єврейська кухня за Балбіною Пшепюрко» (2011). Знімався як непрофесійний кіноактор («Рік спокійного сонця» (1984), «Лейдіс» (2008), «Ідеальний хлопець для моєї дівчини» (2009), «Сніданок у ліжко» (2010). У 2010–2015 роках разом з Мацеєм Пьотром Прусом керував журналом «Собака що розмовляє».

### ДТП та смерть
Загинув 27 червня 2017 року в автокатастрофі. Похований 6 липня на Раковицькому цвинтарі у Кракові.

## Приватне життя
Був одружений з оглядачкою Анною Біконт, з якою мав двох дітей: Манюху Біконт — антропологиню та художницю, та Александру Біконт, після чого одружився з актрисою Мірославою Ольбіньською.

## Відзнаки
- Офіцерський хрест ордена Відродження Польщі —  2008 рік[14]